# توماس فان دن شبيغل
توماس فان دن شبيغل مواليد 10 يوليو 1978 في غنت، هو لاعب كرة سلة بلجيكي معتزل. بدأ مسيرته الاحترافية في سنة 1995. يبلغ طوله 7 قدم 0.25 بوصة (2.1 م). اعتزل اللعب في 2012.

## المسيرة الاحترافية
لعب مع أوستند من سنة 1997 إلى 2001، ثم لعب مع فورتيتودو بولونيا في الدوري الإيطالي في موسم 2001–2002، ثم لعب مع أوستند في سنة 2002، ثم لعب مع فورتيتودو بولونيا في الدوري الإيطالي من سنة 2002 إلى 2004، ثم لعب مع فيرتوس روما من سنة 2004 إلى 2006، ثم لعب مع سسكا موسكو في الدوري الروسي في موسم 2006–2007، ثم لعب مع أسكو غدينيا في موسم 2007–2008، ثم لعب مع أزوفماش في سنة 2008.

## روابط خارجية
- توماس فان دن شبيغل على موقع الاتحاد الدولي لكرة السلة (الإنجليزية)
- توماس فان دن شبيغل على موقع الدوري الأوروبي لكرة السلة (الإنجليزية)
- توماس فان دن شبيغل على موقع الدوري الإسباني لكرة السلة (الإسبانية)
- توماس فان دن شبيغل على موقع كرة السلة الأوروبية.كوم (الإنجليزية)
- توماس فان دن شبيغل على موقع ريلجم (الإنجليزية)
- توماس فان دن شبيغل على موقع بروبوليرز (الإنجليزية)
- توماس فان دن شبيغل على موقع سبورتس رفرنس (الإنجليزية)